# Parabadiella
Parabadiella és un gènere extingit de trilobits. Va viure a finals del període Atdabanià, fa entre 530 i 524 milions d'anys, a l'inici del Cambrià Inferior.